# Komedia zagrożeń
Komedia zagrożeń (ang. Comedy of menace) - termin określający sztuki pisane przez Harolda Pintera, Davida Camptona, Nigela Dennisa, oraz Normana Simpsona. Gatunek narodził się w Wielkiej Brytanii. Sformułowanie zostało po raz pierwszy użyte przez krytyka literackiego, Irvinga Wardla, który zapożyczył je z podtytułu sztuki Camptona pod tytułem "The Lunatic View: A Comedy of Menace". Wardle zastosował termin w stosunku do sztuk Pintera i Camptona w 1958. Z kolei Campton wywiódł nazwę "Comedy of menace" od "Comedy of manners" ("Komedia obyczajowa"), co stanowi grę słów i odwołanie do starszej tradycji literackiej. Komedie zagrożeń charakteryzują się kafkowską grozą, która wisi nad bohaterami dramatów aż do samego końca. Groza ta jest jednak trudna do zdefiniowania i wymyka się czytelnikowi (bądź widzowi) śledzącemu fabułę. W twórczości Harolda Pintera sytuacja egzystencjalna bohaterów jest połączona z groteską charakterystyczną dla teatru absurdu i w całości się z niego wywodzi. Przykładami komedii zagrożeń są takie dramaty Pintera jak "Cieplarnia", "Urodziny Stanleya", "Dozorca", czy "Lekki ból".